# St Anne and St Agnes

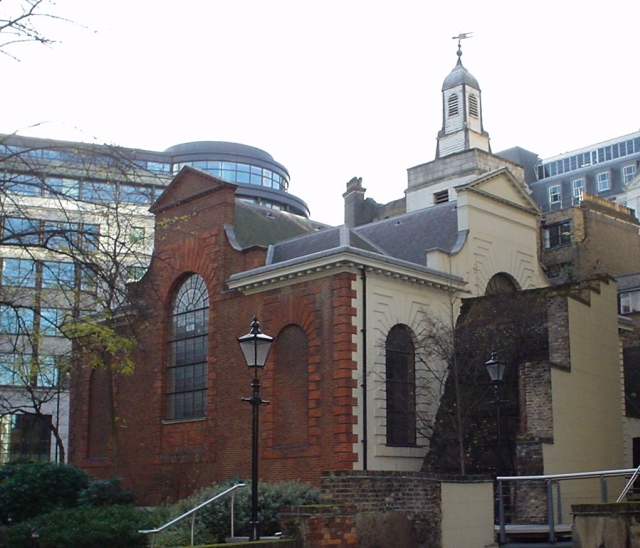
Vue extérieure de l'église

St Anne and St Agnes est une église située sur la rue Gresham dans la Cité de Londres, près de la Barbacane. Bien qu'elle soit anglicane à l'origine, elle était entre 1966 et 2013 laissée à l'usage d'une congrégation luthérienne.

## Histoire
La première mention d'une église sur le site actuel de l'église date de 1137, laquelle parle de « St Agnes près d'Alderychgate » et du « prêtre de St Anne, qui est près d'Aldredesgate ». L'église a porté plusieurs noms, puisque les écrits rollonides mentionnent St Anne-in-the-Willows et St Agnes. Sa religion « double », inhabituelle dans la Cité de Londres, semble remonter au XVe siècle. 
L'église fut détruite par le feu en 1548, mais fut rapidement reconstruite par la suite. D'autres travaux ont été effectués en 1624. Seule la partie datant du XIVe siècle a été partiellement épargnée par le Grand incendie de Londres en 1666.
St Anne and St Agnes fut reconstruite par Sir Christopher Wren en 1680, Robert Hooke ayant probablement participé à cet effort. Cette église en briques est inhabituelle à Londres car elle formée comme une croix grecque : elle a recours à un carré protégé par une voûte, lequel se trouve à l'intérieur d'un carré, un modèle emprunté à Nieuwe Kerk de Haarlem aux Pays-Bas. Wren a aussi utilisé un gabarit semblable pour St Martin Ludgate et St Mary-at-Hill. La paroisse fut unifiée avec celle de St John Zachary par une loi du parlement britannique en 1670 puisque St John n'avait pas été reconstruite après le Grand incendie.
L'église fut extensivement restaurée au XVIIIe siècle et au XIXe siècle, mais fut presque entièrement détruite par des bombardements lors de la Seconde Guerre mondiale dans la nuit du 29 au 30 décembre 1940. Elle fut à nouveau reconstruite en 1966, surtout grâce à des dons de toutes provenances faits à l'église luthérienne, cela dans le but d'aider les communautés londoniennes, en exil, d'Estonie et de Lettonie. La congrégation luthérienne quitta l'église en juin 2013, et également l'église de St Mary-at-Hill avec sa congrégation anglicane. Le bâtiment, aujourd'hui appelé le centre Gresham, a été la maison de Voces Cantabiles Music, un projet de l'ensemble vocale Voces8. 
Parmi les paroissiens notables qui ont fréquenté cette église, citons le poète John Milton, John Bunyan (auteur de Pilgrim's Progress) et John Wesley, fondateur du méthodisme (il a d'ailleurs prêché dans cette église en 1738).